# Verdulia
Verdulia är ett släkte av insekter. Verdulia ingår i familjen Pyrgomorphidae.
Kladogram enligt Catalogue of Life:
| Verdulia | \| \| Verdulia cycloidea \| \| \| \| \| \| Verdulia subcycloidea \| \| \| \| |
|          | \| \| Verdulia cycloidea \| \| \| \| \| \| Verdulia subcycloidea \| \| \| \| |
|          | Verdulia cycloidea                                                           |
|          |                                                                              |
|          | Verdulia subcycloidea                                                        |
|          |                                                                              |